# Dystrykt
Dystrykt (od łac. districtus) – nazwa jednostki administracyjnej, a także okręgu sądowego, wyborczego lub innego, stosowana współcześnie lub dawniej w wielu państwach. Dystrykty mogą być zarówno jednostkami administracyjnymi najwyższego rzędu (np. w Izraelu, Luksemburgu, czy na Cyprze), jak i niższych rzędów (np. w RPA, czy Indii).

## Wielka Brytania
Dystrykt jest jednostką administracyjną dwóch różnych szczebli. W Irlandii Północnej są to jednostki drugiego rzędu, w Anglii są to zaś jednostki trzeciego rzędu podległe hrabstwu.
Do kompetencji dystryktów w Anglii należą:
- zbieranie podatków
- zbieranie i wywóz śmieci
- organizacja infrastruktury wypoczynkowej
- gospodarka mieszkaniowa
- planowanie architektoniczne
- rozrywka i sztuka
- ochrona zdrowia pod kątem zagrożeń środowiskowych (environmental health).

Zobacz też unitary authority oraz lista dystryktów w Anglii.

## Generalne Gubernatorstwo
Dystrykt w latach 1939–1945 był jednostką podziału administracyjnego w Generalnym Gubernatorstwie. Funkcjonowały dystrykty: krakowski, lubelski, radomski, warszawski oraz od 1 sierpnia 1941 – Dystrykt Galicja.

## Cesarstwo Austrii
Pod zaborem austriackim, w latach 1773–1782 cyrkuły podzielone były na dystrykty (niem. Kreisdistrict): w latach 1773–1775 na mniejsze, a w 1775–1782 na większe.